# Cabo Costa
António Luís Costa (Santa Comba Dão, Viseu, 1953) é um antigo soldado e militar português, integrante da Guarda Nacional Republicana (GNR), na posição de cabo, na cidade portuguesa de Santa Comba Dão (que ficou conhecido como Cabo Costa), acusado de ser um assassino em série. Foi preso em 2006 e condenado em 2007 pelo assassinato em série de três jovens entre Maio de 2005 a Maio de 2006.

## Biografia
António Luís Costa nasceu em 1953 na pequena cidade portuguesa de Santa Comba Dão, no distrito de Viseu. Depois de concluir os estudos, ingressou a Guarda Nacional Republicana (GNR), na posição de cabo militar na cidade onde nasceu. Ficou na posição de cabo durante 25 anos, até se retirar no final de 2004. Depois disso, sucederam-se uma série de desaparecimentos de raparigas na cidade.

## Desaparecimentos
A primeira vítima foi Isabel Cristina Isidoro, que foi declarada oficialmente desaparecida em 24 de Maio de 2005. O corpo foi recuperado no Oceano Atlântico em 31 de Maio. A segunda, Mariana Lourenço, desapareceu em 14 de Outubro de 2005. O corpo só foi encontrado em Junho do ano seguinte, na Barragem da Raiva, graças a indicações prestadas por Costa, já detido na prisão. A terceira e última vítima foi Joana Oliveira, que desapareceu em 8 de Maio de 2006 e cujo corpo foi recuperado debaixo de uma ponte na Barragem da Aguieira, também graças a indicações dadas por Costa, já detido na prisão.

## Prisão e confissão
Costa foi detido pela Polícia Judiciária em 24 de Junho de 2006. Ao princípio, confessou o crime tanto à polícia, como ao juiz de instrução, que conduziu o inquérito preliminar. Costa disse que teria mantido uma relação sexual consensual com a primeira vítima, tendo-a sufocado, quando aquela o ameaçou com uma denúncia. No que tocava à segunda e terceira vítimas,  pediu-lhes um beijo e sufocou-as, quando se recusaram a dar-lho, tendo-o ameaçado com uma denúncia às autoridades. Posteriormente, retractou a sua confissão e acusou tio de Mariana Lourenço dos crimes. Alegou ter sido coagido pela Polícia Judiciária a confessar, acusação esta que foi refutada pelas autoridades. O telefone de Costa estava sob escutas, de modo que foi feita uma gravação de um telefonema no qual confessava os crimes à própria família.

## Julgamento
O julgamento teve início em 4 de Julho de 2007. O réu foi acusado de três homicídios, três crimes de dissimulação de corpo, um crime de profanação de corpo (porque despiu um dos cadáveres), dois crimes de tentativa de coacção sexual e um crime de denúncia caluniosa (por acusar o tio da vítima Mariana Lourenço dos crimes). Durante o julgamento, Costa alegou sua inocência e permaneceu mudo com excepção da primeira e da última sessões do tribunal.
O Ministério Público pediu uma pena de 25 anos de prisão, o máximo permitido pela Lei portuguesa, e alegou que só não solicitavam pena maior por impossibilidade legal. Dada a  brutalidade do caso, sucederam-se intensas críticas ao Estado Português, por fixar como a pena máxima de prisão os 25 anos, trazendo à tona, na altura, a questão da pena capital.
Segundo a acusação, Costa agiu sob um impulso sexual e, desde o início, tentou ser considerado inimputável, como um expediente para se escamotear ao julgamento. Porém, na sequência de dois exames psiquiátricos, que lhe foram realizados,  concluiu-se que o réu era imputável. Segundo a defesa, os exames psiquiátricos não encontraram psicopatia, nem comportamento sexual promíscuo. Além disso, alegou que os direitos do réu não foram respeitados, uma vez que desde o início fora tratado como culpado, psicopata e serial killer. A defesa afirmou que os depoimentos de algumas testemunhas podiam não ser fiáveis, dadas certas inconsistências nos seus depoimentos e porque as testemunhas tinham discutido o caso entre elas, de antemão, prejudicando a imparcialidade e a descoberta da verdade material. O inquérito policial foi criticado, sob a alegação de que algumas pessoas não foram suficientemente investigadas.
Em 31 de Julho de 2007, o tribunal considerou o réu culpado de todos os crimes, excepto da dissimulação do corpo de Isidora, uma vez que ela ainda estava viva quando foi atirada ao mar. Costa foi sentenciado a 64,5 anos de prisão, reduzidos para a pena máxima de 25 anos. O advogado de defesa anunciou que iria recorrer da condenação.